# Montasio
Il Montasio è un formaggio italiano a denominazione di origine protetta, tipico del nord-est d'Italia (Friuli-Venezia Giulia e Veneto), soggetto a rigide procedure di produzione e stagionatura, stabilite e vigilate dal rispettivo Consorzio, con sede a Codroipo (UD).

## Storia
Prende il suo nome dal celebre altopiano del Montasio, nel quale viene prodotto il formaggio fin dal 1200; presso l'abbazia di San Gallo di Moggio Udinese si sono affinate le prime tecniche di produzione, mentre i primi riscontri del nome risalgono al decreto del 22 agosto 1773, quando il Consiglio della città di Udine impose ai commercianti la vendita a prezzo fisso di alcuni prodotti, tra cui questo formaggio, cui, apprendiamo da tale documento, venne imposto il prezzo di 19 soldi a libbra.
Già nel 1880 si formò un movimento cooperativo di caseifici per sostenere la produzione di questo formaggio. Un decreto del Ministero dell'Agricoltura e Foreste del 16 marzo 1987 ha attribuito all'Associazione dei Produttori del Montasio i compiti di supervisione, controllo e marketing della produzione del Montasio.

## Descrizione

### Zona di produzione
Il disciplinare di produzione, stabilito con Decreto del Presidente della Repubblica Italiana del 13 marzo 1986 impone come zona di produzione tutto il Friuli-Venezia Giulia e in Veneto la provincia di Treviso e quella di Belluno, la provincia di Venezia fino a Chioggia e la parte settentrionale della provincia di Padova: viene attualmente prodotto e stagionato in tutto il territorio delle province di Udine (17 soci produttori), Pordenone (11), Gorizia (1), Belluno (1), Treviso (10) ed in parte del territorio delle province di Padova (1) e Venezia (2).

### Processo di produzione

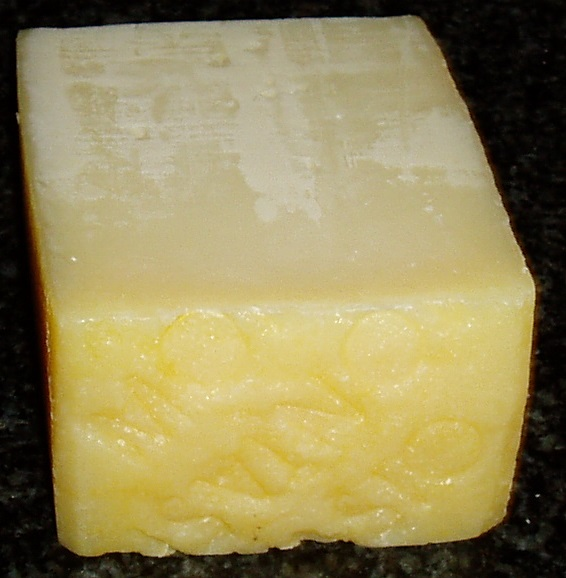
Trancio di Montasio

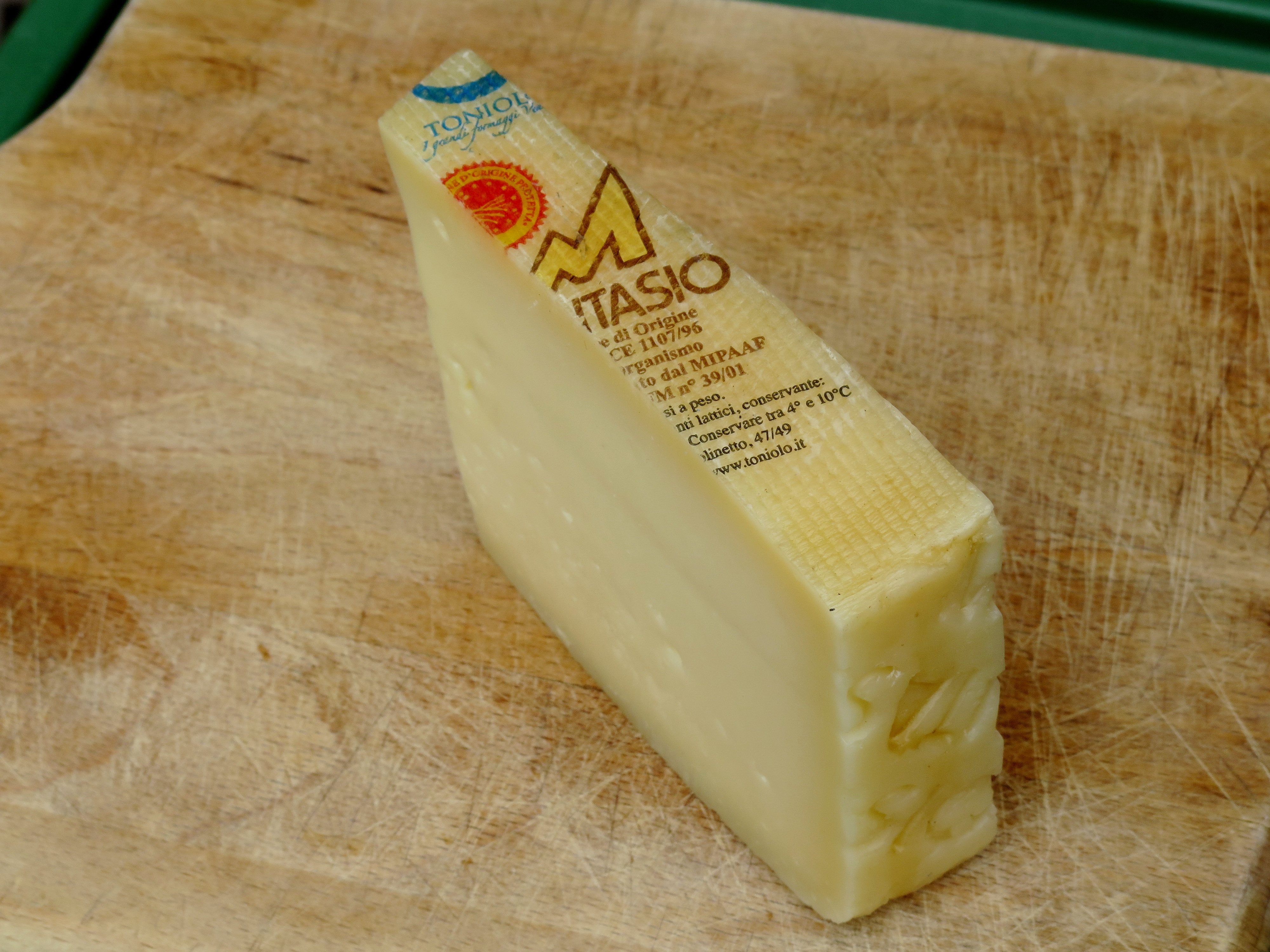
Una fetta di formaggio Montasio

Gli ingredienti sono latte bovino che deve rispettare dei limiti per quanto riguarda la carica batterica, sale e caglio e la 
stagionatura invece richiede un minimo di 60 giorni.

### Aspetto e gusto
Prodotto in forme cilindriche di 8 cm di altezza e circa 35 cm di diametro, assume un sapore, un aspetto, un colore e una consistenza diversa a seconda dei mesi di stagionatura, distinguendosi in fresco, mezzano e stravecchio: quando è fresco (60gg. prima non viene considerato  un Montasio) ha un sapore delicato, la pasta è bianca e caratteristicamente occhiata, la crosta è bianca e morbida; a mano a mano che aumenta la stagionatura, il sapore diventa più aromatico, la crosta più dura, il colore più giallo e la pasta da morbida diventa friabile e dura. Specialmente con varie stagionature, è l'ingrediente principale di uno dei piatti più caratterizzanti della cucina friulana, il frico, e viene generalmente utilizzato in Friuli nella pietanza chiamata polente e formadi.